# Strandspaziergang

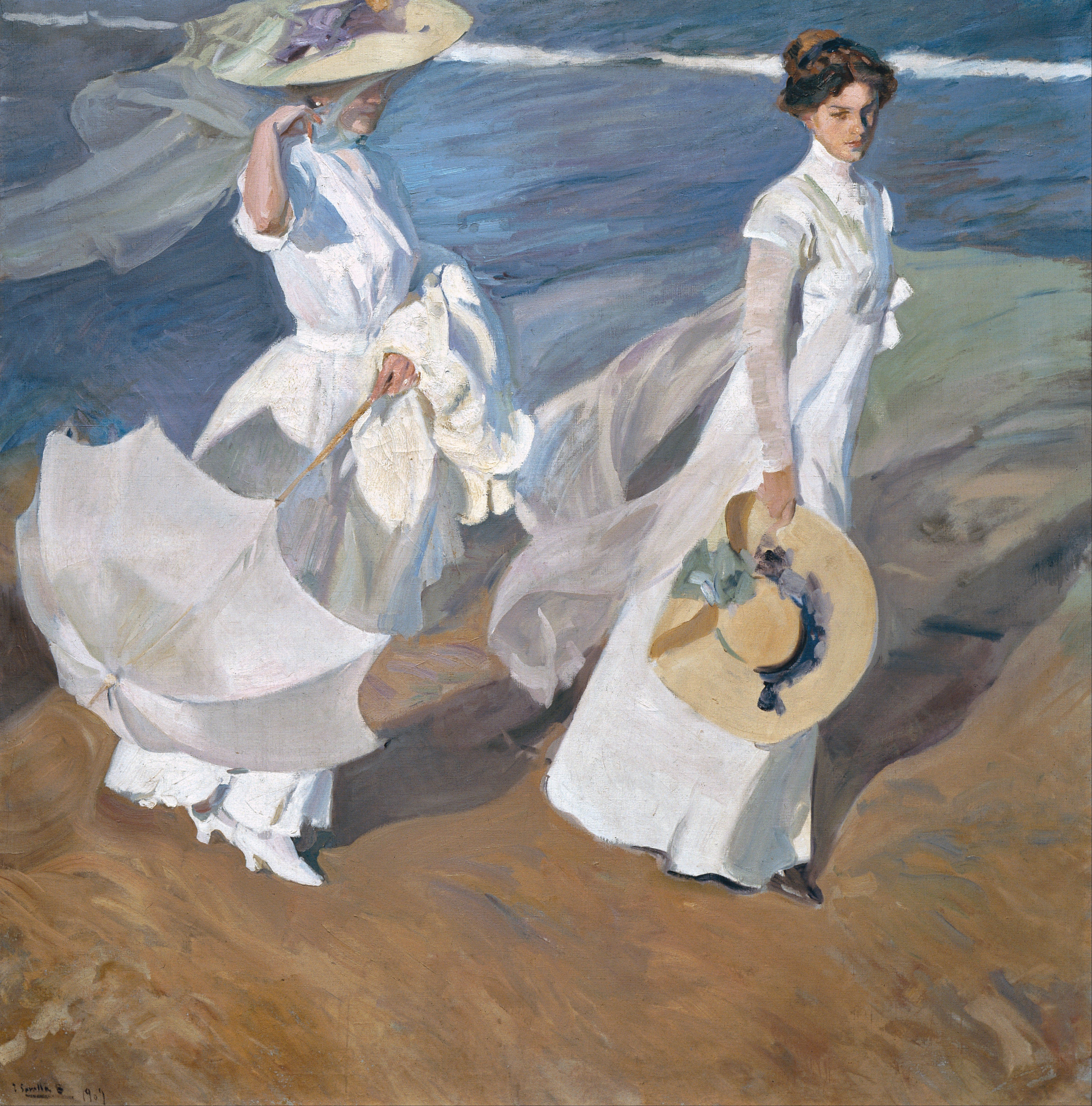
Strandspaziergang
Joaquín Sorolla, 1909
205 × 200 cm
Öl auf Leinwand
Museo Sorolla, Madrid

Strandspaziergang (spanisch Paseo a la orillas del mar oder Paseo a orillas del mar) ist ein in Öl auf Leinwand gemaltes Bild des spanischen Malers Joaquín Sorolla aus dem Jahr 1909. Es hat eine Höhe von 205 cm und eine Breite von 200 cm. Dargestellt sind die Ehefrau und die älteste Tochter des Malers während eines Spaziergangs am Strand von Valencia. Das Gemälde gehört zur Sammlung des Museo Sorolla in Madrid.

## Bildbeschreibung
Auf mehr als vier Quadratmetern zeigt Joaquín Sorolla im Gemälde Strandspaziergang zwei Frauen beim Spaziergang am Meer. Die 205 × 200 cm große Leinwand hat ein nahezu quadratisches Format und ist für eine Strandansicht ungewöhnlich monumental. Für die beiden in Lebensgröße dargestellten Frauen standen Sorollas Frau Clotilde und seine älteste Tochter Maria Modell. Sorolla malte die Szenerie am Strand Playa de El Cabanyal in seiner Geburtsstadt Valencia. Beide Frauen sind mit leicht nach vorn geneigten Körpern von der Seite zu sehen, sodass sie sich auf den rechten Bildrand zuzubewegen scheinen. Während der Kopf der links im Gemälde wiedergegebenen Ehefrau geradeaus zum rechten Bildrand ausgerichtet ist, hat die Tochter Maria den Kopf leicht zur rechten Schulter gedreht und schaut in Richtung des Bildbetrachters. Mutter und Tochter tragen beide lange weiße Sommerkleider. Die elegante Aufmachung, zu der auch jeweils ein Strohhut und bei der Mutter ein Sonnenschirm gehört, ist typisch für die Mode der Zeit um 1910. Die 19-jährige Maria hat ein schlichtes bodenlanges Kleid an, das ihre schlanke Silhouette betont. Am Hals ist das Kleid durch einen Stehkragen abgeschlossen. Die enganliegenden Ärmel sind im Gegensatz zum Rest des Kleides aus einem eher transparenten weißen Stoff gefertigt, der die Haut durchscheinen lässt. Aus ähnlichem Material ist ein Schleier, der an einem unterhalb der Brust angebrachten großen Ring befestigt ist. Durch den Meereswind wiegt der Schleier hinter der Tochter arabeskenhaft unterhalb der Rückenpartie in der Luft. Unter dem Kleid schaut ein brauner Lederschuh hervor, an dessen Seite Lichtreflexe die glatte Oberfläche betonen. In der rechten Hand hält Maria einen gelben Strohhut mit weit ausladender Krempe, der mit violettfarbigen Blüten und einer türkisfarbener Schleife verziert ist. Maria hat ihr braunes Haar zu einem Knoten hochgesteckt, sodass ihr Gesicht voll zur Geltung kommt.
Die hinter der Tochter schreitende Clotilde Sorolla hat ebenfalls ein weißes Kleid an. Bei ihr ist die Hüfte durch einen weißen Gürtel betont. Hierdurch haben sowohl die Brust- wie auch die Gesäßpartie deutlichere Konturen als bei der Tochter. Ihr Kleid ist mit halblangen Ärmeln gearbeitet, die bei Bedarf mit einer zugehörigen Jacke verdeckt werden können. Diese ebenfalls aus weißem Stoff gefertigte Jacke hat Clotilde über den vor dem Bauch angewinkelten linken Unterarm gelegt. In der linken Hand hält sie einen weißen aufgespannten Sonnenschirm, der zur Erde am linken Bildrand geneigt ist. Unter Clotildes Kleid schauen zwei elegante weiße Damenschuhe mit kleinen Absätzen hervor. Auf dem Kopf trägt Clotilde einen Strohhut, der ebenfalls mit violettfarbigen Blüten dekoriert ist. Zudem ist über den gesamten Hut ein grünlich-transparenter Schleier drapiert, der vorn vor das Gesicht fällt und es umhüllt und nach hinten vom Wind fast horizontal in der Luft bewegt wird. Clotilde hat den rechten Arm nach oben angewinkelt und fasst mit der Hand zum auf der Schulter liegenden Schleier. Hierdurch entsteht der Eindruck, sie müsse den vom Wind bewegten Schleier neu justieren oder gar festhalten. Vom Kopf der Ehefrau ist nur wenig zu erkennen. Weite Teile des im Profil wiedergegebenen Gesichts liegen im Schatten und nur auf die Kinnpartie fällt ein helleres Sonnenlicht. Auch verdeckt der weit ausladende Hut das Haar fast vollständig. Nur hinter dem mit einer Perle geschmückten Ohr ist ein wenig vom dunklen Haar angedeutet. Während das junge Gesicht der Tochter Maria direkt ins Sonnenlicht schaut, ist das Antlitz der 25 Jahre älteren Mutter durch Schleier und Schatten des Hutes verborgen. Die Kleidung und die Accessoires kennzeichnen die beiden Frauen als Angehörige der gesellschaftlichen Oberschicht, die bei milden Temperaturen und leichtem Wind ihre Freizeit in der Sommerfrische verbringen.
Mutter und Tochter stehen wenige Meter vom Meer entfernt auf einer ockerfarbenen Sandfläche, die den Vordergrund am unteren Bildrand bestimmt. Anders als die dargestellten Personen, hat der Maler die Sandfläche in kurzen bewegten Strichen wiedergegeben. Hinter den beiden Frauen ist der fließende Übergang vom Strand zum Meer. Der Blickwinkel des Betrachters ist leicht erhöht, sodass keine Horizontlinie zu sehen ist. Stattdessen bilden der Strand und das Meer einen vorhangartigen Hintergrund und die weißkräuselnden Ausläufer einer Welle am oberen Bildrand ersetzt den Horizont. Das Meer changiert in verschiedenen Blautönen, die Sorolla in langgezogenen Pinselstrichen aufgetragen hat. Vor der Brust von Clotilde hat das Meer eine hellblaue Farbgebung, hinter ihrem Rücken sind es eher dunklere Blautöne. Undeutlich ist der Bereich rechts von der Tochter, wo die türkisfarbene Fläche des Wassers nur schwer vom Ufer abzugrenzen ist. Die dominierende Farbe des Bildes ist das Weiß der Kleidung und des Sonnenschirms. Sorolla hat dieses Weiß nach Vorbild der französischen Impressionisten mit zahlreichen anderen Farben gemischt. So sind in dem Weiß auch blaue, gelbe, lila- oder orangefarbige Anteile enthalten, um die Licht- und Schattenwirkungen herauszuarbeiten. Durch die hellen Weißtöne heben sich die Figuren deutlich vom Rest des Bildes ab. Das Licht ist charakteristisch für den frühen Abend eines Sommertages am Mittelmeer. Die schon tief stehende Sonne scheint aus Richtung des Bildbetrachters auf die beiden seitlich zu sehenden Frauen, deren lange Schatten sich hinter ihnen auf dem Strand abzeichnen. Die Wiedergabe dieser Lichteffekte unter südlichen Sonne sind typisch für den Luminismo valenciano, eine in Spanien aus dem Impressionismus hervorgegangenen Sonderform des Neoimpressionismus, deren Hauptvertreter Joaquín Sorolla war.

## Hintergründe zur Entstehung des Gemäldes

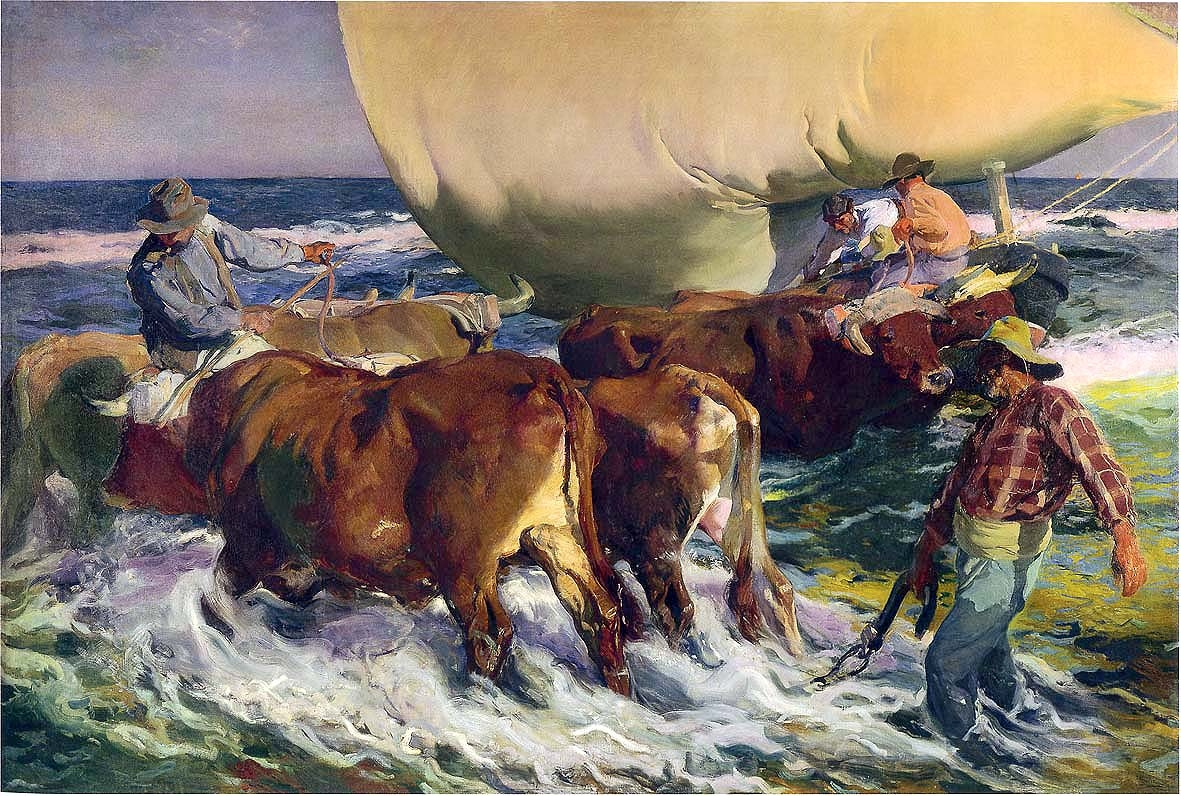
Joaquín Sorolla: Abendsonne, 1903

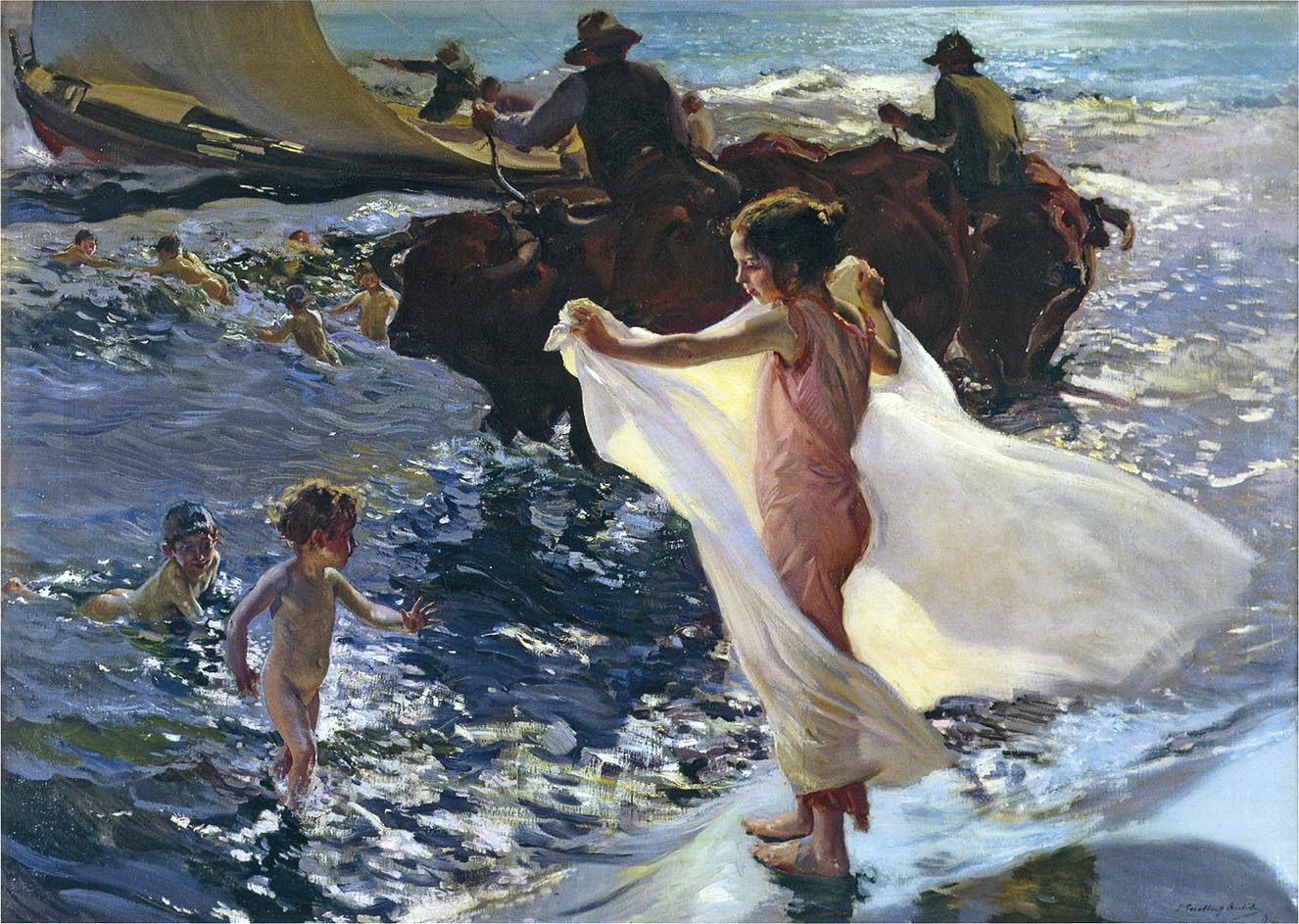
La hora del baño, 1904

Das Jahr 1909 war für Sorolla außerordentlich erfolgreich. Er hatte zwar schon zuvor vielfach Anerkennung für seine Gemälde gefunden und Auszeichnungen nicht nur in Spanien, sondern auch in Frankreich und Deutschland erhalten, aber das Jahr 1909 stellte einen Höhepunkt in seiner Karriere dar. Auf Einladung des amerikanischen Kunstsammlers Archer M. Huntington reiste er mit seiner Frau und den beiden älteren Kindern Maria und Joaquín Anfang des Jahres nach New York City. Hier hatte Huntington im Jahr zuvor die Hispanic Society of America eröffnet und in deren Räumen sollte Sorolla die erste Ausstellung seiner Werke in den Vereinigten Staaten zeigen. Es war Sorollas erste Reise über den Atlantik und der sich später einstellende Erfolg nicht vorhersehbar. Am 4. Februar 1909 fand die Ausstellungseröffnung statt und zunächst kamen nur wenige Besucher. Dies änderte sich als nach und nach sehr positive Berichte in den Zeitungen erschienen. Als am 8. März die Ausstellung schloss, hatten insgesamt 169.000 Besucher die Werke Sorollas gesehen. Durch den enormen Zuspruch angeregt, wurde die Ausstellung in leicht geänderter Form zudem in Buffalo und Boston gezeigt. Während seines Aufenthaltes in den Vereinigten Staaten erhielt Sorolla 20 Porträtaufträge, darunter jenes des gerade ins Amt gelangten amerikanischen Präsidenten William Howard Taft, den er im Weißen Haus in Washington, D.C. besuchte. Als Sorolla im Mai 1909 die Vereinigten Staaten verließ, hatte er insgesamt 195 Bilder verkauft – darunter zwei Werke an das Metropolitan Museum of Art – und die enorme Summe von 181.760 US-Dollar eingenommen.
Zurück in Europa hielt sich Sorolla zunächst in Paris auf und zeigte in der Kunstausstellung der Société des Artistes Français das Gemälde Abendsonne von 1903, ein Bild mit Fischern aus Valencia als Motiv. Über Madrid reiste er weiter nach Valencia, wo er seine Tochter Elena und den Rest der Familie wieder sah. Er nahm an der örtlichen Kunstausstellung Exposicion Regional teil und erhielt einen zweiten Preis für die dort ausgestellten Arbeiten. Angeregt durch den Erfolg seiner Amerikareise und die guten Kritiken, die er bei den Ausstellungen in Paris und Valencia erhielt, begann für Sorolla ein überaus produktiver Sommer. Er plante, 1911 erneut auf Ausstellungstour in die Vereinigten Staaten zu reisen und brauchte hierfür neue Gemälde. Er blieb bis Ende September in Valencia und schuf in diesen Sommermonaten „einige seiner besten und spektakulärsten Strandszenen“, wie seine Biografin und Urenkelin Blanca Pons-Sorolla anmerkt. Das in diesem Sommer entstandene Gemälde Strandspaziergang stellt hierbei für den Autor José Luis Alcaide einen Höhepunkt in Sorollas Karriere dar.

## Sorollas Strandbilder

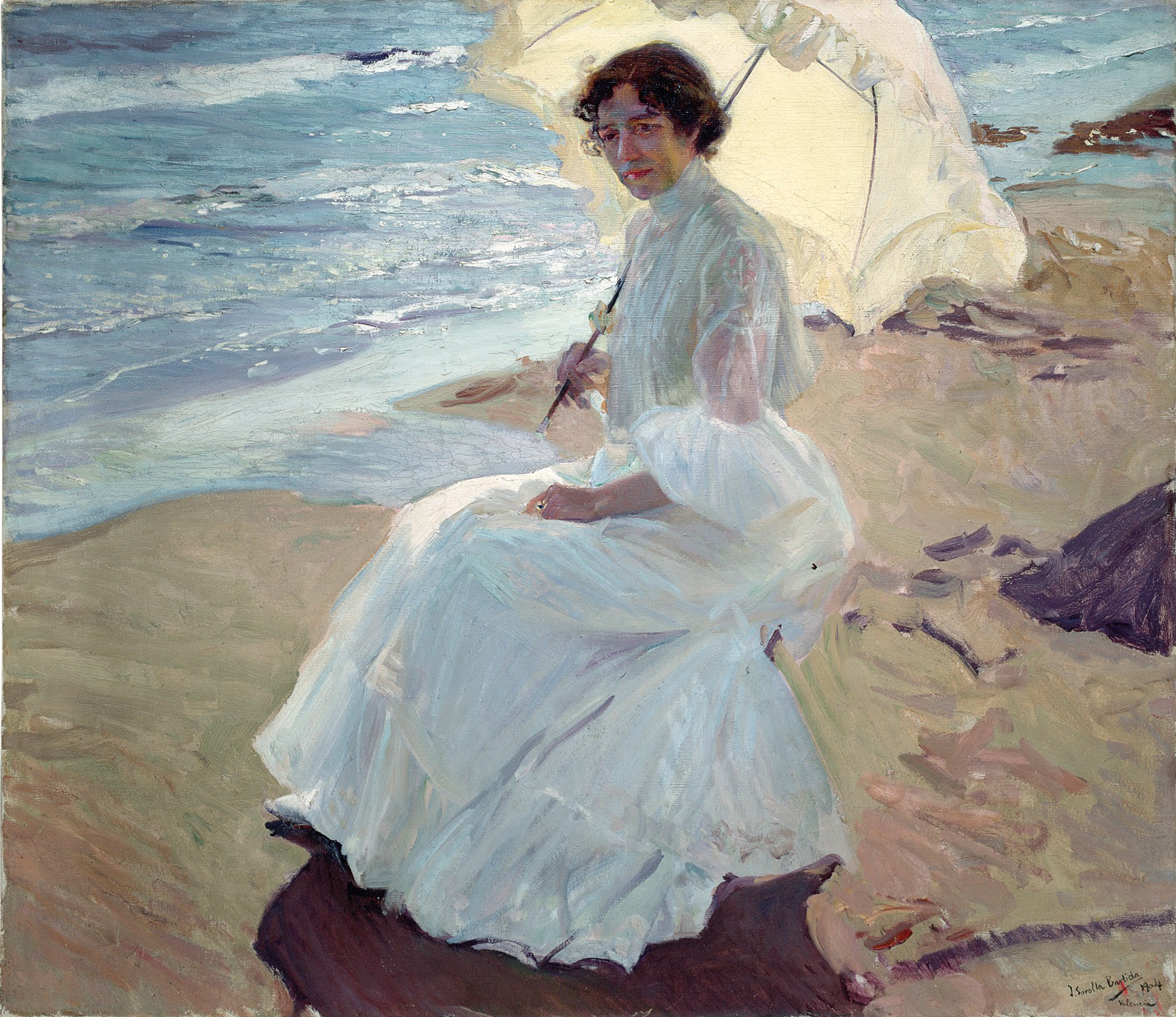
Clotilde en la playa, 1904

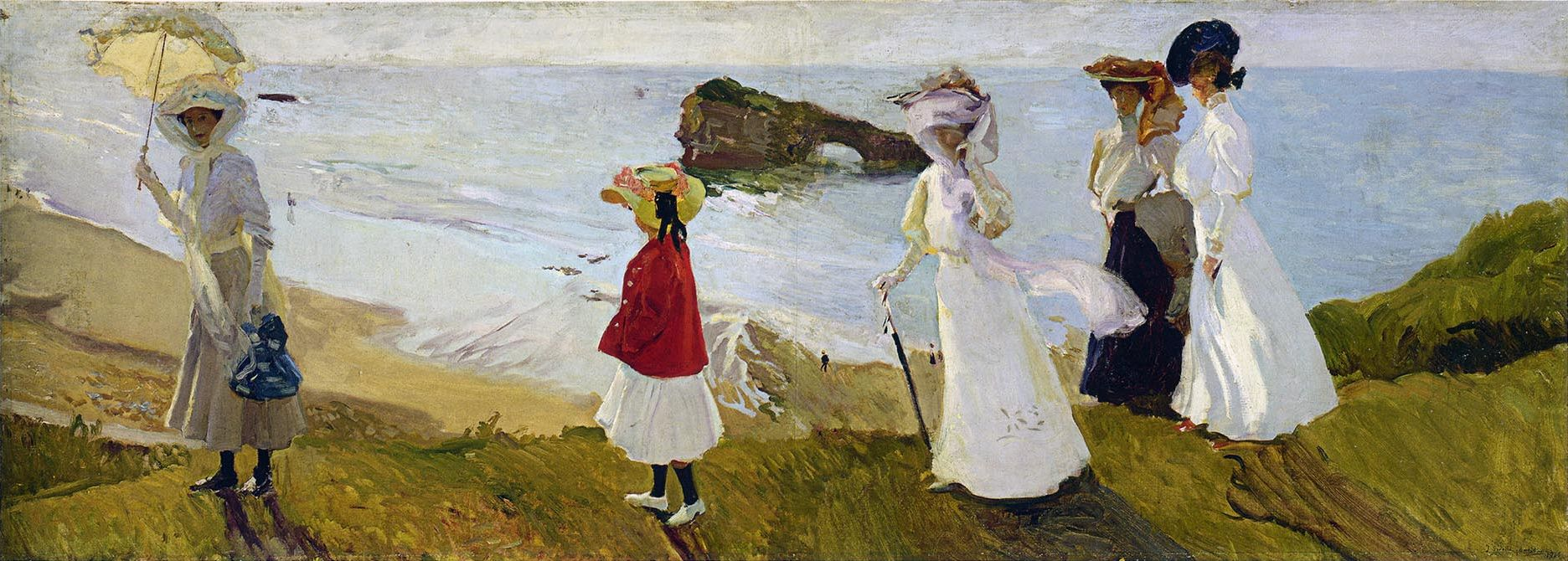
Paseo del faro, 1906

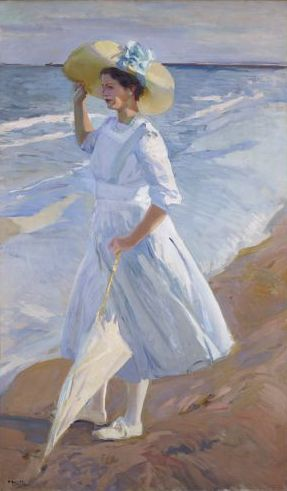
Elena en la playa, 1909

Dem in Valencia geborenen Joaquín Sorolla war das Leben am Meer seit seiner Jugend vertraut. In seinem Frühwerk findet sich die traditionellen Hafenansicht Marina, Barcos en el puerto, mit der er 1881 in der Kunstausstellung Expsoición National in Madrid debütierte. In den 1890er Jahren griff er wiederholt das Thema der Fischer aus Valencia auf. In teils sehr großformatigen Bildern zeigte er Fischer, die ihren Fang an Land bringen oder mit Ochsen ihr Boot an den Strand ziehen. Darüber hinaus porträtierte er Bootsbauer, Reusenflicker oder Fischverkäuferinnen. Nicht das mondäne Leben mit seinen Freizeitvergnügungen, sondern arbeitende Menschen am Meer standen im Mittelpunkt seiner Bilder. Für diese Arbeiten erhielt er sehr positive Kritiken und wurden mit Preisen ausgezeichnet. Zudem brachten diese Werke international Erfolg. So kaufte der französische Staat das Gemälde La vuelta de la presca von 1895 und die Berliner Nationalgalerie erwarb Pescadores valencianos von 1895.
Um 1900 begann Sorolla im Wasser badende Kinder zu malen. Im 1904 entstandenen Gemälde La hora del baño verband Sorolla die Themen Fischer und badende Kinder und zeigt zwischen einem Fischerboot und im Wasser stehenden Ochsen nackte schwimmende Kinder. Im Vordergrund kommt eines der Kinder aus dem Meer und wird von einer jungen Frau erwartet, die ein weißes Tuch ausstreckt, um das nasse Kind abzutrocknen. Bereits in diesem Bild nimmt Sorolla Teile des Gemäldes Strandspaziergang vorweg. So kommt dem weißen Stoff eine zentrale Rolle zu: Das Wehen des Stoffes im Wind wird bereits Bildgegenstand, der Uferbereich zwischen Wasser und Strand hat keine klaren Konturen und das ganze Bild ist in das Sonnenlicht eines frühen Abends getaucht.
Im selben Sommer porträtierte Sorolla seine Frau Clotilde am Stand von Valencia. In Clotilde en la playa sitzt die Ehefrau auf einem Hocker unweit des Meeres in einem weißen Kleid. Hier ist der später in Strandspaziergang wiederkehrende Sonnenschirm bereits ein wichtiges Requisit. Der aufgespannte Schirm wirft Schatten auf ihr Gesicht, das im späteren Bild durch einen Schleier verborgen wird. Auch in diesem Bild hat der Maler ein leicht erhöhten Standpunkt eingenommen, sodass im Hintergrund keine Horizontlinie erkennbar ist. Stattdessen geht der Strand des Vordergrundes direkt in die Wellen des Meeres über, ohne dass der Himmel zu sehen ist.
1906 besuchte Sorolla mit seiner Familie das nordspanische Biarritz. Im Gruppenbildnis Paseo de Faro zeigt er mehrere Frauen bei einem Spaziergang entlang der Klippen oberhalb des Strandes. Der Maler zeigt hier den Strand und eine von Wasser umspülte Felsformation als Hintergrundmotiv. Im Vordergrund des friesartigen Bildes sind die Frauen locker nebeneinander angeordnet. Auch hier beherrscht die weiße Kleidung die Szenerie, nur dem jungen Mädchen in der Bildmitte wird als Ausrufezeichen eine auffällige rote Jacke zugebilligt. Große Hüte und Sonnenschirme sind auch bei diesem Spaziergang wichtige Requisiten.
1909 kehrte er an den Strand von Valencia zurück und fand erneut Motive, die Menschen am Meer zeigen. Im Bildnis Elena en la playa porträtierte Sorolla seine jüngste Tochter im weißen Kleid mit dem Strand als Hintergrundmotiv. Bei diesem Porträt, wie auch beim etwa zeitgleich entstandenem Strandspaziergang, malte Sorolla das Zusammentreffen von Wasser und Land, den Wellengang auf dem Meer, den Wind im bewegten Kleid und am Hut sowie das Licht eines Sommertages am Mittelmeer.

## Provenienz
Das Gemälde befand sich bis zum Tod des Malers in dessen Besitz. In seinem Testament vermachte er das Bild seinem Sohn Joaquín Sorolla García, der ab 1931 als erster Direktor das im ehemaligen Wohnhaus seiner Eltern eingerichtete Museo Sorolla leitete. Sorollas Ehefrau Clotilde hatte das Haus samt Inventar dem spanischen Staat vererbt, mit der Auflage hierin ein Joaquín Sorolla gewidmetes Museum einzurichten. Dem großzügigen Beispiel seiner Mutter folgte auch der Sohn Joaquín Sorolla García, der das Gemälde Strandspaziergang mit weiteren Werken des Vaters nach seinem Tod 1948 dem spanischen Staat vererbte. Seit dieser Zeit gehört es zur Sammlung des Museo Sorolla in Madrid.